# Walter Rohn
Walter Rohn (* 12. November 1911 in Reichenberg, Österreich-Ungarn; † 21. Oktober 1997 in Wuppertal) war ein deutscher Jurist und Pionier der Führungskräftefortbildung. Erstmals in Deutschland setzte er ab 1961 das computerunterstützte Unternehmensplanspiel ein. Als Begründer des Europäischen Planspielforums hat er den Einsatz des Planspiels in der Erwachsenenbildung maßgeblich gefördert.

## Leben und Werdegang
Walter Ernst Rohn wurde als Sohn des Lehrers und späteren Oberbürgermeisters von Reichenberg Eduard Rohn und dessen Frau Anna Rohn, geb. Harrer geboren. Er war verheiratet und hatte vier Kinder. Ab 1930/31 studierte er Rechtswissenschaften an der Deutschen Karl-Ferdinands-Universität in Prag. Das Studium schloss er mit der Promotion zum Dr. jur. 1937 ab. Er engagierte sich für ein friedliches Miteinander von Tschechen und (Sudeten-)Deutschen in der Tschechoslowakei und wurde dafür politisch verfolgt, indem er als angeblicher Homosexueller kriminalisiert wurde. 
Da er nach der Okkupation des tschechoslowakischen Sudetenlandes durch das Deutsche Reich 1938 Deutscher war, wurde er 1943 zur Wehrmacht eingezogen. Er leistete seinen Kriegsdienst auf der von Deutschland besetzten Insel Rhodos ab Februar 1944. In seiner Tätigkeit als Dolmetscher im Führungsstab lernte er die Insel kennen und veröffentlichte nach dem Krieg einen Reiseführer über die Insel Rhodos. Im Anschluss an die Kapitulation Deutschlands befand er sich bis zum Februar 1948 in britischer Kriegsgefangenschaft in einem Lager am Suezkanal in Ägypten. 
Nach der Entlassung aus der Kriegsgefangenschaft zog er nach Deutschland und war in mehreren Unternehmen als Personalleiter tätig, bevor er 1959 zur Technischen Akademie Wuppertal (TAW) wechselte und dort – zuletzt als stellvertretender Leiter – das Institut für Führungslehre aufbaute und leitete. Nach seinem Ausscheiden gründete er 1981 die Deutsche Planspielzentrale, die sich der Förderung des Planspiels widmete und von 1985 bis 1994 jährlich das von ihr begründete Europäische Planspielforum durchführte.

## Gesellschaftliches Wirken

### Engagement für ein friedliches Miteinander von Tschechen und Deutschen
Der nach dem Ersten Weltkrieg schwelende Nationalitätenkonflikt zwischen Tschechen und (Sudeten-)Deutschen in Böhmen weckte sein gesellschaftspolitisches Interesse. Daraus erwuchs seine Mitgliedschaft im sudetendeutschen Kameradschaftsbund für volks- und sozialpolitische Bildung (KB), der 1926/1930 als Gruppe innerhalb des Wandervogels gegründet worden war. Er vertrat einen geistig-kulturell bestimmten Volkstumsbegriff und befand sich damit im scharfen Gegensatz zur rassistischen Theorie des Nationalsozialismus; politisches Ziel war ein föderales Staatswesen nach den Lehren Othmar Spanns, wodurch u. a. die Konflikte zwischen den Volksgruppen der Tschechen und (Sudeten-)Deutschen überwunden werden sollten; es sollte autonom, also von Deutschland unabhängig sein.
Als Student in Prag war er Mitglied und Gildemeister der Gildenschaft „Pädagogische Gemeinschaft“ an der dortigen Universität, die als akademischer Ableger des KB galt. Die Gildenschaften waren Studentenschaften des Deutschen Turnverbandes (DTV). Sie befanden sich ab 1935 in scharfem Konkurrenzkampf mit den nationalistischen Studentenvereinigungen, insbesondere mit dem Studentenbund des nationalsozialistischen „Aufbruch“-Kreises.
Ab 1935 war er Mitglied der Sudetendeutschen Partei (SdP) und Gründungsherausgeber der neu gegründeten sudetendeutschen Monatsschrift „Volk und Führung“. Nach der Radikalisierung der Zeitschrift Die Junge Front ab 1934 war Volk und Führung ab April 1935 das Publikationsorgan des – offiziell aufgelösten – KB sowie der Traditionalisten der SdP und des DTV. Die Zeitschrift führte heftige Auseinandersetzungen mit Radikalen und Nationalsozialisten und setzte sich für Völkerverständigung und Integration der verschiedenen Kulturen ein.
Aufgrund von Berichten in den tschechischen Medien über homosexuelle Aktivitäten von Heinz Rutha, dem Mitbegründer der SdP und des KB, der als politisch gemäßigt galt, wurden dieser sowie 11 dem KB angehörige junge Männer am 6. Oktober 1937 von der tschechischen Polizei verhaftet, darunter auch Walter Rohn. Nicht geklärt wurde, ob die tschechische Polizei von den Nationalsozialisten über Berichte in den Medien entsprechend instrumentalisiert wurde. Als Vorwand der Verhaftung diente in allen Fällen der Verdacht einer homosexuellen Straftat (gem. § 129b österreichisches Strafgesetzbuch: Unzucht mit Personen gleichen Geschlechts). Im Prozess vor dem Gericht in Böhmisch-Leipa wurde er am 9. Dezember 1937 zu acht Monaten Freiheitsstrafe verurteilt, vermutlich mit Aussetzung zur Bewährung, und anschließend aus der SdP ausgeschlossen.
Nach der Eingliederung des Sudetenlandes an das Deutsche Reich erfolgte im April 1939 seine Festnahme durch die deutsche Polizei und die Inhaftierung im Dresdner Gerichtsgefängnis wegen – wie er selbst sagte – „politischer Anschuldigungen“. Im Rahmen der Dresdner Prozesse ging der Nationalsozialismus gegen die sudetendeutschen Anhänger von Othmar Spann, den sog. Spannkreis, vor und nahm etwa 300 Männer in Haft; dies geschah vielfach unter dem Vorwand des Verstoßes gegen § 175 deutsches StGB (Homosexuelle Handlungen). Aufgrund eines persönlichen Gesuchs seines Vaters Eduard Rohn an Heinrich Himmler, dem Chef der Deutschen Polizei, wurde er im Dezember 1939 frei gelassen. 

### Engagement für Europa
Durch den Krieg und die Vertreibung war er als Sudetendeutscher heimatlos geworden. Nur die Einigung Europas schien ihm den Frieden dauerhaft sichern zu können. Er wurde aktives Mitglied der Europa-Union Deutschland (EUD), die den Zusammenschluss der freien Völker Europas anstrebte. Neben Vortragstätigkeiten auf ihren Veranstaltungen vertrat er sie als deutscher Delegierter auf dem 2. Haager Europa-Kongress (8.–10. Oktober 1953). Eine akribische Sammlung von Zahlen und Fakten veröffentlichte er in dem Taschenbuch Europa organisiert sich, Ein Zahlenbildbuch für Europäer, das bis 1966 in sechs fortgeschriebenen Auflagen erschien.

## Pädagogisches Wirken
Am 1. März 1959 wechselte er von seiner Personalleiterposition in der Industrie zur Technische Akademie Wuppertal (TAW) mit dem Ziel, ein Institut für Führungslehre in der TAW aufzubauen und zur Ergänzung des vorhandenen Seminarprogramms ein Management-Seminar für mittlere und höhere Führungskräfte zu entwickeln. 1961 wurde dieses Führungskräfteseminar, das sog. FFK-Seminar, eingeführt und Mitte der 60er Jahre zum 6-wöchigen 5-Phasen-Seminar mit Unterbringung ausgebaut; die Unterbringung der Teilnehmer erfolgte zunächst extern in der Burg Hohenscheid bei Solingen, später im eigenen Neubau der TA in Wuppertal. 
Das Seminar mit seinem ganzheitlichen Führungsansatz enthielt in Zusammenarbeit mit dem Niederländischen Pädagogischen Institut (NPI) einen innovativen, gruppenpsychologisch orientierten Seminarbaustein, wie er erst viel später in Deutschland Allgemeingut wurde. Dies machte das FFK-Seminar über die Wirtschaft hinaus bekannt, so dass u. a. auch die Nachwuchskräfte des Auswärtigen Amtes im höheren Dienst regelmäßig teilnahmen. Neuland wurde mit dem FFK-Seminar aber vor allem insofern betreten, als in seinem Zentrum das erste computergestützte Unternehmensplanspiel in Deutschland stand; als Großrechner für die Markt- und Unternehmenssimulation diente anfangs der Röhrenrechner IBM 650 mit Magnettrommelspeicher, der der erste in Serie hergestellte Computer war. Damit hat Walter Rohn „… auf dem Gebiet der Unternehmensplanspiele Pionierarbeit geleistet“.
Nach seinem Ausscheiden als stellvertretender Leiter der TA gründete Walter Rohn 1981 die „Deutsche Planspielzentrale“ (DPSZ), um die Verbreitung des Planspiels in Deutschland systematisch zu fördern. „Sie bestimmte in den folgenden Jahren die institutionelle Ebene zu Planspielen in Deutschland. Sie … entwickelte sich … im Laufe der Jahre zu einer Informations- und Beratungsstelle rund um Planspiele.“ Ab 1985 war sie Veranstalter des Deutschen, später des Europäischen Planspiel-Forums als jährlicher Veranstaltung, das sich zum zentralen Treffpunkt von Anbietern, Anwendern und Wissenschaftlern entwickelte, anfänglich im Kloster Walberberg bei Bonn, später im Dorint-Hotel in Bad Neuenahr. Die von Walter Rohn herausgegebene "Deutsche Planspiel-Übersicht" dokumentierte die auf dem Markt verfügbaren Planspiele mit Schwerpunkt der Unternehmensplanspiele; die letzte Auflage dokumentierte 1996 über 300 Planspiele.
Im Alter von 83 Jahren organisierte und leitete er 1994 letztmals das „10. Europäische Planspiel-Forum“ in Bad Neuenahr. Der Erfolg dieser Veranstaltung dauert bis heute an; mittlerweile wird es von der SAGSAGA (Swiss Austrian German Simulation And Gaming Association) im zweijährigen Rhythmus gemeinsam mit dem Zentrum für Managementsimulation (ZMS) der DHBW Stuttgart ausgerichtet. Es ist das größte herstellerunabhängige Fachforum zum Themenfeld Planspiel.

## Veröffentlichungen
- Hrsg., Volk und Führung, unabhängige sudetendeutsche Monatshefte für Politik und Erziehung. Prag, Juni 1935 – Sept. 1938
- Rhodos. Goldstadt-Reiseführer, Band 22, 6. überarbeitete Auflage, Goldstadt-Verlag, Pforzheim 1972, englische Übersetzung: Goldstadt Travel Guide Rhodos, 1970
- Führungsentscheidungen im Unternehmensplanspiel. Verlag W. Girardet, Essen 1964
- Europa organisiert sich. Erich Schmidt Verlag, Berlin 6. erg. Auflage 1966 (Schriftenreihe Zahlenbilder aus Politik / Wirtschaft / Kultur Sonderheft 3 – Ein Zahlenbildbuch für Europäer)
- Methodik und Didaktik des Planspiels. Deutscher Instituts-Verlag, Köln 1980 (Schriftenreihe Beiträge zur Gesellschafts- und Bildungspolitik Bd. 50) ISBN 3-88054-587-1.
- Deutsche Planspiel-Übersicht. Eigenverlag, 5. Auflage 1996
- Literaturliste Planspiel und Simulation: Veröffentlichungen über Planspiele, Entscheidungs-Simulationen, Modell-Konstruktionen, Theorie des Spiels, System-Theorie, Management: Struktur und Prozeß, Lehrmethodik und Lernprozeß, Management-Didaktik und verwandte Gebiete, Eigenverlag, 5. Auflage 1993